# Burmannia juncea
Burmannia juncea ist eine Pflanzenart aus der Familie der Burmanniaceae. Sie ist beheimatet in Australien.

## Beschreibung
Burmannia juncea ist eine einjährige, blattgrüne, unverzweigt bis gelegentlich verzweigt wachsende krautige Pflanze, die eine Wuchshöhe von 15 bis 26 Zentimeter erreicht. Sie ist semi-mykotroph. Ein Rhizom ist nicht vorhanden, die Wurzeln faserig. Die Blätter sind linealisch bis lanzettlich, 7,7 bis 13 Millimeter lang und 1,2 bis 2,2 Millimeter breit. Sie stehen als bodenständige Rosette sowie vereinzelt eng angelegt am Stängel, dort sind sie rund 4 bis 10 Millimeter lang und 1,2 bis 1,5 Millimeter breit.
Der Blütenstand ist ein aus wenigen bis zu einem Dutzend Blüten bestehender Doppelwickel. Die annähernd ungestielten Blüten sind 7 bis 11 Millimeter lang und gelblich mit purpurnen Flügeln. Die Blütenröhre ist zylindrisch bis dreiwinklig und 2,5 bis 3,5 Millimeter lang, die 1,7 bis 3,3 Millimeter breiten Flügel sind halbiert kreisförmig bis halbiert umgekehrt-eiförmig und verlaufen von unterhalb des Fruchtknotens bis zur Mitte des äußeren Blütenlappens. Die äußeren Blütenlappen sind breit-eiförmig, dünn oder mit fleischigen Rändern, aufrecht und leicht zurückgebogen und 1 bis 1,6 Millimeter lang, die inneren dünn, aufrecht, lanzettlich bis länglich-rund lanzettlich und 0,4 bis 0,6 Millimeter lang. Die Staubfäden sind ungestielt und setzen im Blütenhüllschlund unterhalb der inneren Blütenlappen an, das Konnektiv weist zwei kurze, seitliche Arme auf, die die Thecae tragen. Der Griffel ist fadenförmig und 2,5 bis 3,5 Millimeter lang, an seinem Ende stehen die drei annähernd ungestielten, trompetenförmigen Narben.
Die Fruchtknoten sind umgekehrt-eiförmig und 3 bis 5,2 Millimeter lang. Die umgekehrt-eiförmige Kapsel öffnet sich entlang von Querschlitzen. Die Samen sind zahlreich und elliptisch.

## Verbreitung
Burmannia juncea ist beheimatet im nördlichen Australien auf sandigen Lehmböden an Straßenrändern, wo sie vergesellschaftet mit Schraubenbäumen, Lobelien und Brechnussgewächsen vorkommt.